# Цзесю
Цзесю́ (кит. упр. 介休, пиньинь Jièxiū) — городской уезд городского округа Цзиньчжун провинции Шаньси (КНР).

## История
При империи Цинь в этих местах был создан уезд Цзесю (界休县). Во времена диктатуры Ван Мана он был переименован в Цзеси (界美县), но при империи Восточная Хань ему было возвращено название Цзесю.
При империи Западная Цзинь иероглиф 界 в названии уезда был заменён на 介.
При империи Северная Ци уезд Цзеси был присоединён к уезду Юнъань (永安县). При империи Северная Чжоу уезд в 578 году был воссоздан, а в 579 году переименован в Пинчан (平昌县). При империи Суй в 598 году уезду Пинчан было возвращено название Цзеси.
В 1949 году был образован Специальный район Юйцы (榆次专区), и уезд вошёл в его состав. В 1958 году Специальный район Юйцы был переименован в Специальный район Цзиньчжун (晋中专区); при этом к уезду Цзесю были присоединены уезды Линши и Сяои. В 1961 году уезды Линши и Сяои были воссозданы, и уезд Цзесю вернулся к прежним границам.
В 1970 году Специальный район Цзиньчжун был переименован в Округ Цзиньчжун (晋中地区).
В 1992 году постановлением Госсовета КНР уезд Цзесю был преобразован в городской уезд.
В 1999 году постановлением Госсовета КНР были расформированы округ Цзиньчжун и город Юйцы, и образован городской округ Цзиньчжун.

## Административное деление
Городской уезд делится на 5 уличных комитетов, 7 посёлков и 3 волости.